# Episodi di Cardfight!! Vanguard: Shinemon-hen
Cardfight!! Vanguard: Shinemon-hen (カードファイト!! ヴァンガード 新右衛門編?, Kādofaito!! Vangādo Shinemon-hen) è stato trasmesso in Giappone dal 24 agosto 2019 al 28 marzo 2020 su TV Tokyo per un totale di 31 episodi. La sigla d'apertura è Lead the way di Aina Aiba mentre quelle di chiusura sono Gift degli Argonavis (ep. 437-455 e Bokura no Turn delle Niji no Conquistador (ep. 456-467).

Il logo della serie

La storia segue le vicende di Shinemon Nitta, il futuro manager di Card Capital. Dieci anni prima della riunione tra Aichi Sendou e Toshiki Kai, il negozio di carte Card Capital gestito dalla famiglia Tokura stava fallendo. Così Esuka Hibino lo rileva e ne diventa la effettiva proprietaria e Shinemon Nitta tenterà in ogni modo di proteggerlo divenendo un "manager autoproclamato".
La serie funge da prequel agli eventi della decima stagione.

## Lista episodi
| Nº serie | Nº        | Titolo italiano (traduzione letterale) Giapponese 「Kanji」 - Rōmaji                                                                             | In onda           | In onda |
| Nº serie | Nº        | Titolo italiano (traduzione letterale) Giapponese 「Kanji」 - Rōmaji                                                                             | Giapponese        |         |
| 1 (437)  | Remind 1  | Sono il responsabile del negozio!! 「オレが店長だ！！」 - Ore ga tenchōda!!                                                                      | 24 agosto 2019    |         |
| 2 (438)  | Remind 2  | Benvenuto da Esuka!! 「エスカへようこそ！！」 - Esuka e yōkoso!!                                                                                 | 31 agosto 2019    |         |
| 3 (439)  | Remind 3  | Custode per la prima volta 「はじめてのお留守番」 - Hajimete no orushuban                                                                        | 7 settembre 2019  |         |
| 4 (440)  | Remind 4  | Nascita di un idol? 「アイドル誕生?」 - Aidoru tanjō?                                                                                            | 14 settembre 2019 |         |
| 5 (441)  | Remind 5  | Scontro dei Token!! Pianta contro esca malvagia!! 「トークン対決!! プラントVS妖魔変幻!!」 - Tōkun taiketsu!! Puranto bui esu ibirudekoi!!        | 21 settembre 2019 |         |
| 6 (442)  | Remind 6  | Ultimo minuto senza nessuna guardia!! 「土壇場のノーガード!!」 - Dotanba no nōgādo!!                                                             | 28 settembre 2019 |         |
| 7 (443)  | Remind 7  | La rinascita di Capital!! 「キャピタル復活!!」 - Kyapitaru fukkatsu!!                                                                            | 5 ottobre 2019    |         |
| 8 (444)  | Remind 8  | Benvenuto a Capital!! 「キャピタルへようこそ!!」 - Kyapitaru e yōkoso!!                                                                          | 12 ottobre 2019   |         |
| 9 (445)  | Remind 9  | Le lacrime di Valkerion 「ヴァルケリオンの涙」 - Varukerion no namida                                                                            | 19 ottobre 2019   |         |
| 10 (446) | Remind 10 | La fine di Shinemon 「明日なき新右衛門」 - Ashita naki Shinemon                                                                                  | 26 ottobre 2019   |         |
| 11 (447) | Remind 11 | Nuovo, nuovo Shinemon? 「新・新・新右衛門？」 - Shin shin Shinemon?                                                                              | 2 novembre 2019   |         |
| 12 (448) | Remind 12 | Squadra Drago Vanità! 「チーム竜牙独尊！！」 - Chīmu Ryū ga Dokuson!!                                                                            | 9 novembre 2019   |         |
| 13 (449) | Remind 13 | Il match della coppa Esu 「エスカップ決勝」 - Esu Kappu kesshō                                                                                   | 16 novembre 2019  |         |
| 14 (450) | Remind 14 | Carta o vita 「カードか人生か」 - Kādo ka jinsei ka                                                                                              | 23 novembre 2019  |         |
| 15 (451) | Remind 15 | Immagine trasformata!! 「イメージを塗り替えろ!!」 - Imēji o nurikaero!!                                                                          | 30 novembre 2019  |         |
| 16 (452) | Remind 16 | Prova delle divinità 「神々の実験」 - Kamigami no jikken                                                                                         | 7 dicembre 2019   |         |
| 17 (453) | Remind 17 | Quello che voglio davvero fare 「本当にやりたいこと」 - Hontōni yaritai koto                                                                     | 14 dicembre 2019  |         |
| 18 (454) | Remind 18 | Esamina il buon Natale 「受験生のメリークリスマス」 - Jukensei no Merī Kurisumasu                                                                | 21 dicembre 2019  |         |
| 19 (455) | Remind 19 | L'anormalità di Vanguard, l'enciclopedia da battaglia di Shinemon 「ヴァンガ異変 新右衛門ファイト大図鑑」 - Vangādo ihen Shinemon Faito daizukan | 28 dicembre 2019  |         |
| 20 (456) | Remind 20 | Cronaca degli attrezzi 「ギアクロニクル」 - Gia Kuronikuru                                                                                       | 11 gennaio 2020   |         |
| 21 (457) | Remind 21 | Esperimento di evocazione 「召喚実験」 - Shōkan jikken                                                                                           | 18 gennaio 2020   |         |
| 22 (458) | Remind 22 | Il giorno prima 「その前日」 - Sono zenjitsu | 25 gennaio 2020   |         |
| 23 (459) | Remind 23 | Scontro tra insegnante e studente 「師弟激突」 - Shitei gekitotsu                                                                                | 1º febbraio 2020  |         |
| 24 (460) | Remind 24 | Avversario reale 「本当の相手」 - Hontō no aite                                                                                                  | 8 febbraio 2020   |         |
| 25 (461) | Remind 25 | La notte a Yumigatake 「弓ヶ岳の夜」 - Yumigatake no yoru                                                                                        | 15 febbraio 2020  |         |
| 26 (462) | Remind 26 | Arch-aider Malkuth-melekh 「特装天機マルクトメレク」 - Tokusō-tenki Marukuto-mereku                                                              | 22 febbraio 2020  |         |
| 27 (463) | Remind 27 | Manifesta le unità!! 「ユニット現出!!」 - Yunitto genshutsu!!                                                                                    | 29 febbraio 2020  |         |
| 28 (464) | Remind 28 | Le nostre ali 「オレたちの翼」 - Ore-tachi no tsubasa                                                                                            | 7 marzo 2020      |         |
| 29 (465) | Remind 29 | Ancora una volta, a Capital 「ふたたびキャピタルへ」 - Futatabi Kyapitaru he                                                                     | 14 marzo 2020     |         |
| 30 (466) | Remind 30 | Un nuovo Vanguard 「新たなる先導者」 - Aratanaru sendō-sha                                                                                       | 21 marzo 2020     |         |
| 31 (467) | Remind 31 | Tre idol? 「3人のアイドル？」 - 3-ri no Aidoru?Shin Nitta 「新田シン」 - Nitta Shin                                                              | 28 marzo 2020     |         |